# ドダイ・チェルビ
ドダイ・チェルビ(モンゴル語: Dodai Čerbi,? - ?)とは、13世紀前半にモンゴル帝国に仕えたスニト部出身の将軍の一人。
『元朝秘史』や『元史』などの漢文史料では朶歹扯児必(duŏdǎichĕérbì)もしくは多歹扯児必(duōdǎichĕérbì)、『五族譜』などのペルシア語史料ではتودای جربی(Tūdāī Jarbī)と記される。

## 概要
ドダイ・チェルビの出自については記録がほとんどなく、その出自、モンゴル帝国の創始者チンギス・カンに仕えるようになった経緯などは知られていない。1203年、チンギス・カンはケレイト部を征服して大勢力となったモンゴル軍の軍制を再編成し、後の千人隊(ミンガン)制度、親衛隊(ケシクテイ)制度の原型を作り上げた。この時、ドダイはドゴルク、オゲレ、トルン、ブチャラン、スイケトゥらとともにチェルビ(侍従)に任ぜられ、ケシクテイ(親衛隊)の長官とされた。
その後、ナイマン部を征服しモンゴル高原の統一を達成したチンギス・カンは1206年にモンゴル帝国を建国し、同時に国家体制の整備も進めた。この時、1203年に原型の作られたケシクテイは大幅に規模が拡大されて1万を定員とし、ドダイはその中で1千の侍衛軍の長官とされた。また、ケシクテイの衛士は4班に分かれることとなっていたが、ドゴルク、ブカ、イルチダイ、ドダイの4名が4班の隊長とされた。これ以後のドダイの事蹟については記録がない。
モンゴル帝国に仕えた御家人（ノコル）について詳細な記録を残しているペルシア語史料の『集史』には、何故かドダイ・チェルビについての記述が存在しない。しかし、『集史』を増補するために編纂されたと考えられている『五族譜』の「チンギス・カンの御家人一覧」には、「中軍の長、スニト部出身、万人隊長」として名前が挙げられている。なお、『五族譜』「チンギス・カンの御家人一覧」で中軍に挙げられている10名は、ドダイを除いて『集史』において「チンギス・カンの親衛千人隊（御帳前首千戸）」に属する百人隊長（ジャウン）たちである。
　